# Castillans (ethnie)
Les Castillans (en espagnol : Castellanos) sont un peuple ou une ethnie originaire de la péninsule ibérique en Espagne, plus spécifiquement de la région historique de Castille.
Le peuple castillan vit dans les régions de Castille-et-Léon, sa région d'origine, ainsi qu'en Castille-La Manche, qui devint.
Ce terme est souvent utilisé par abus de langage pour désigner l'ensemble des Espagnols et/ou locuteurs de langue castillane.

## Étymologie
Le mot « castillan » vient de Castilla, né du latin Castellum (« fort » ou « forteresse »), un mot à son tour diminutif romain de Castrum, qui signifie « camp militaire ». Ce mot a dérivé dans ses formes Castella, castellano, castellanos, castellana, castellanas.

## Territoire
Bien qu'à l'origine désignant les habitants d'une zone plus restreinte, la zone castillane s'est élargie et le terme a désigné et inclut des populations différentes.
Ainsi, nous avons les Castillans habitants de la Veille-Castille et les habitants de la Nouvelle-Castille qui ont été inclus dans cette désignation après la conquête et colonisation de cette région par les Castillans.

## Histoire

### Romanisation et latinisation
Avant la conquête romaine de l'Ibérie et la romanisation et la latinisation linguistiques l'ayant accompagné, la population locale de l'ancienne Castille était des peuples celtes (de culture celtique) connus sous le nom de Vaccéens (en latin Vaccaei, en espagnol : vacceos) au Centre, les Turmogos (nom hispanisé du latin : Turmogi ou Turmodigi) au centre-est, le peuple indo-européen des Astures au Nord-Ouest, les Cantabres (latin : Cantăbrī, grec : Kantábroi, espagnol : cántabros) au Nord-Est, et les populations de la Nouvelle Castille étaient les Carpétans (grec : Karpetanoi, espagnol : carpetanos) à l'Ouest et les Cetlibères (espagnol : celtíberos) à l'Est. Sous le contact des envahisseurs romains, la langue d'origine des Vaccéens s'est latinisée devenant une langue morte, pour être remplacée par ce qui donnera naissance au castillan, l'espagnol moderne.

## Notion de Castillans
Il ne faut pas confondre la notion de Castillans avec celle d'Espagnols : si les Castillans sont espagnols, les Espagnols ne sont pas tous d'origine castillane, ces mots ne sont donc pas vraiment synonymes bien que souvent utilisés comme tels. Par abus de langage, les locuteurs de langue castillane (espagnol moderne) originaires de toute l'Espagne sont parfois appelés Castillans, mais de nombreuses populations ibériques hispanophones ne se définissent pas ou ne reconnaissent pas comme étant Castillans.
La désignation du mot Castillan et son usage a pu varier au fil de l'histoire dépendemment des périodes de l'histoire, des empires ou royaumes en plages, des aires géographiques et zones linguistiques.
Divers peuples et ethnies affectés par une « castillanisation » ont ainsi pu ou peuvent être dans certains contextes être désignés comme étant Castillans.

## Anthropologie
Les Castillans anciens auraient eu pour l'habitude de dire “algo tendrá el agua cuando la bendicen” « quelque chose retiendra l'eau si vous le bénissez » avec la conviction qu'elle pourrait être hantée.
Certains nationalistes espagnols considèrent parfois le peuple castillan comme le coeur de l'Espagne.